# Chapelle Saint-Cosme et Saint-Damien de Gigondas
La chapelle Saint-Cosme et Saint-Damien est une chapelle romane située au pied des dentelles de Montmirail à Gigondas dans le département français de Vaucluse en région Provence-Alpes-Côte d'Azur.

## Historique
La chapelle, située au nord du village sur la route qui mène au col du Cayron, a été détruite au XVIe siècle et transformée au XVIIe siècle. De l'église romane ne subsistent que le chevet et le transept devenu la nef du nouvel édifice.
Elle a fait l'objet de sondages archéologiques et d'une restauration en 2023.

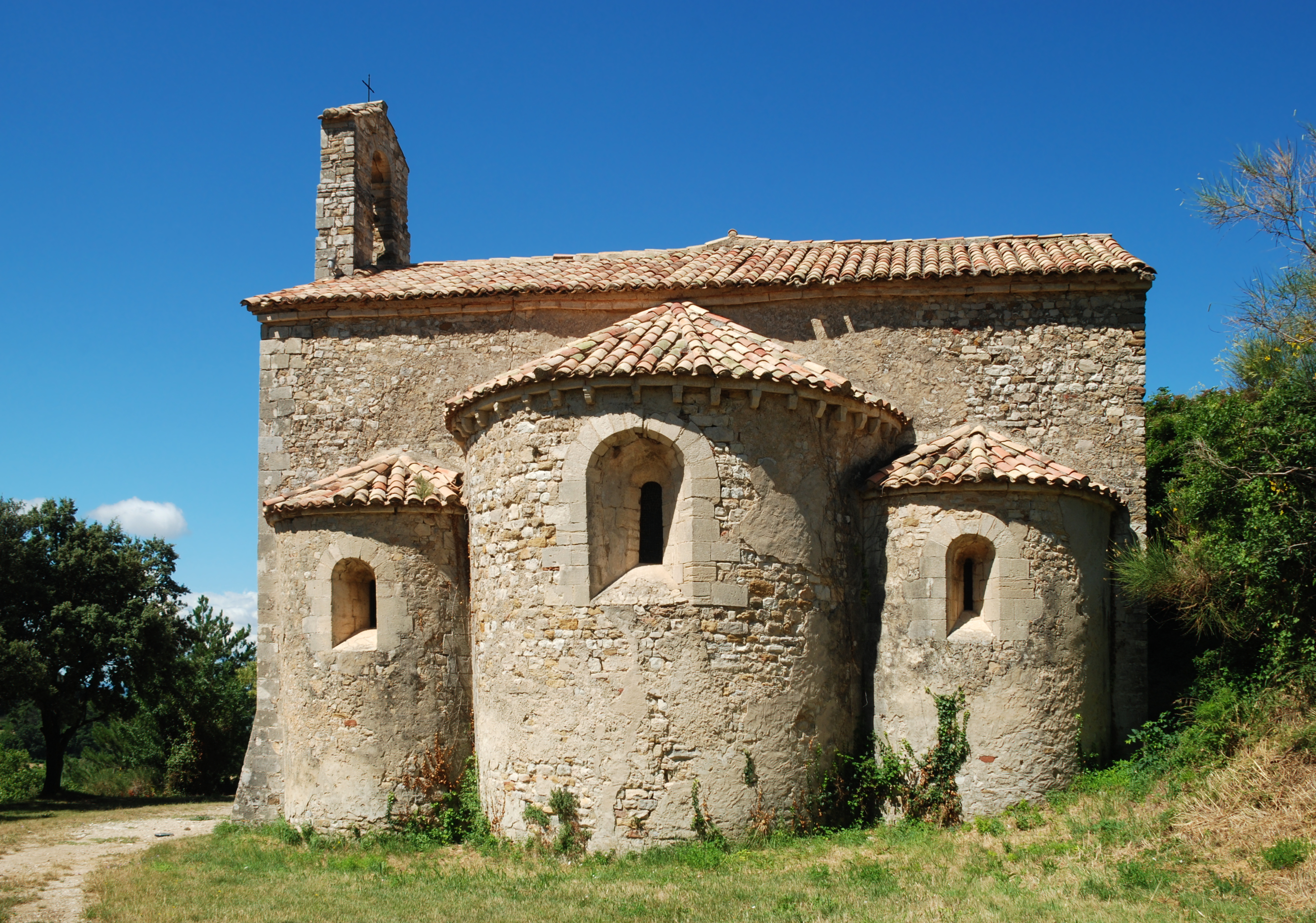
Le chevet.

## Architecture

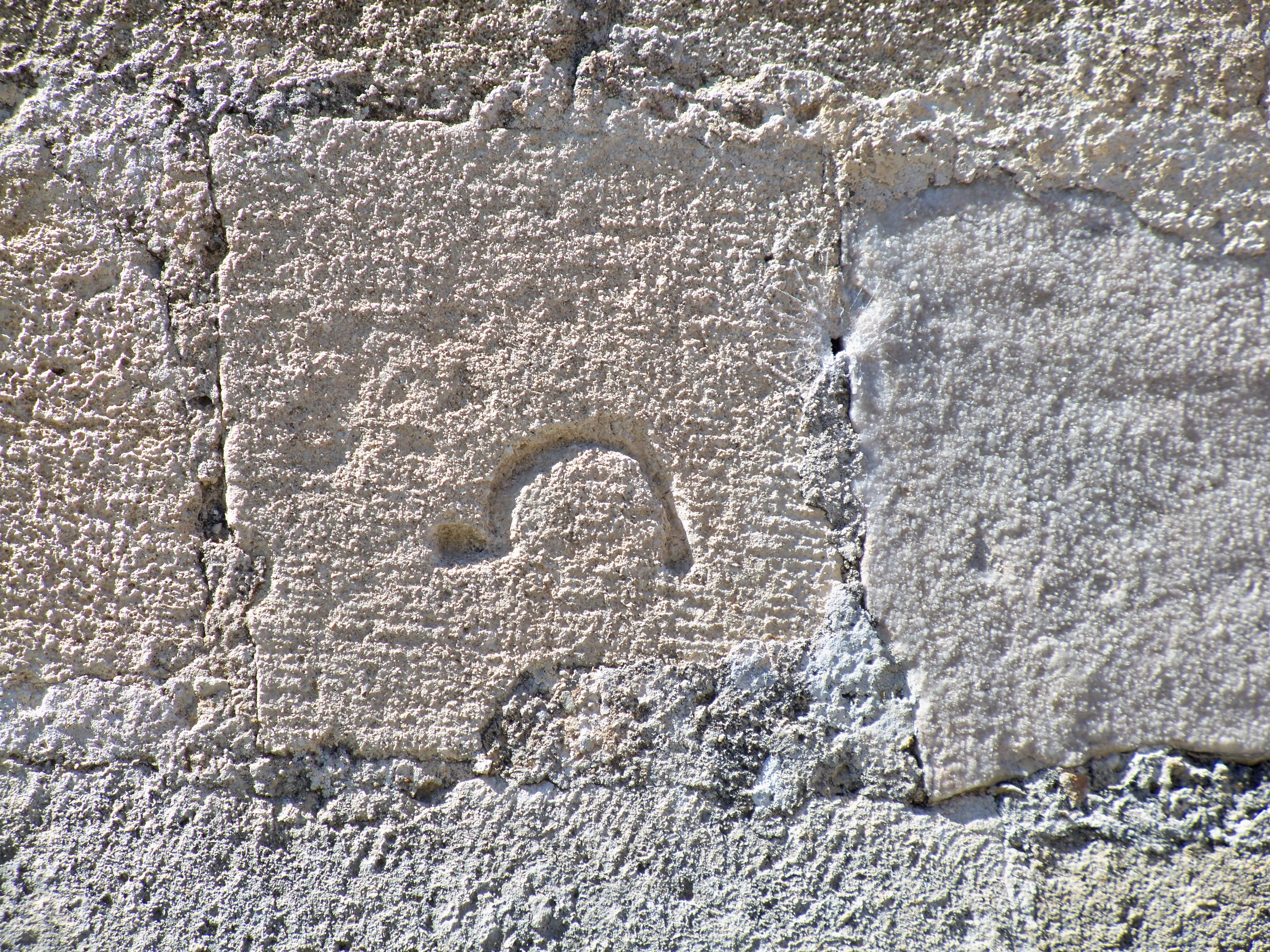
Marque de tâcheron.

La chapelle est édifiée en moellon, la pierre de taille se cantonnant à l'encadrement de la porte, des baies et aux chaînage d'angle du transept (nef). Elle est recouverte de tuiles romaines.
Le chevet roman est constitué d'une abside et de deux absidioles semi-circulaires, percée chacune d'une belle fenêtre cintrée à simple ébrasement.Un cadran solaire est visible sur le mur sud.
L'ancienne nef en ruines se limite au mur septentrional.
Des travaux de maçonnerie furent réalisés en 1927, et les vitraux datent de 1973.

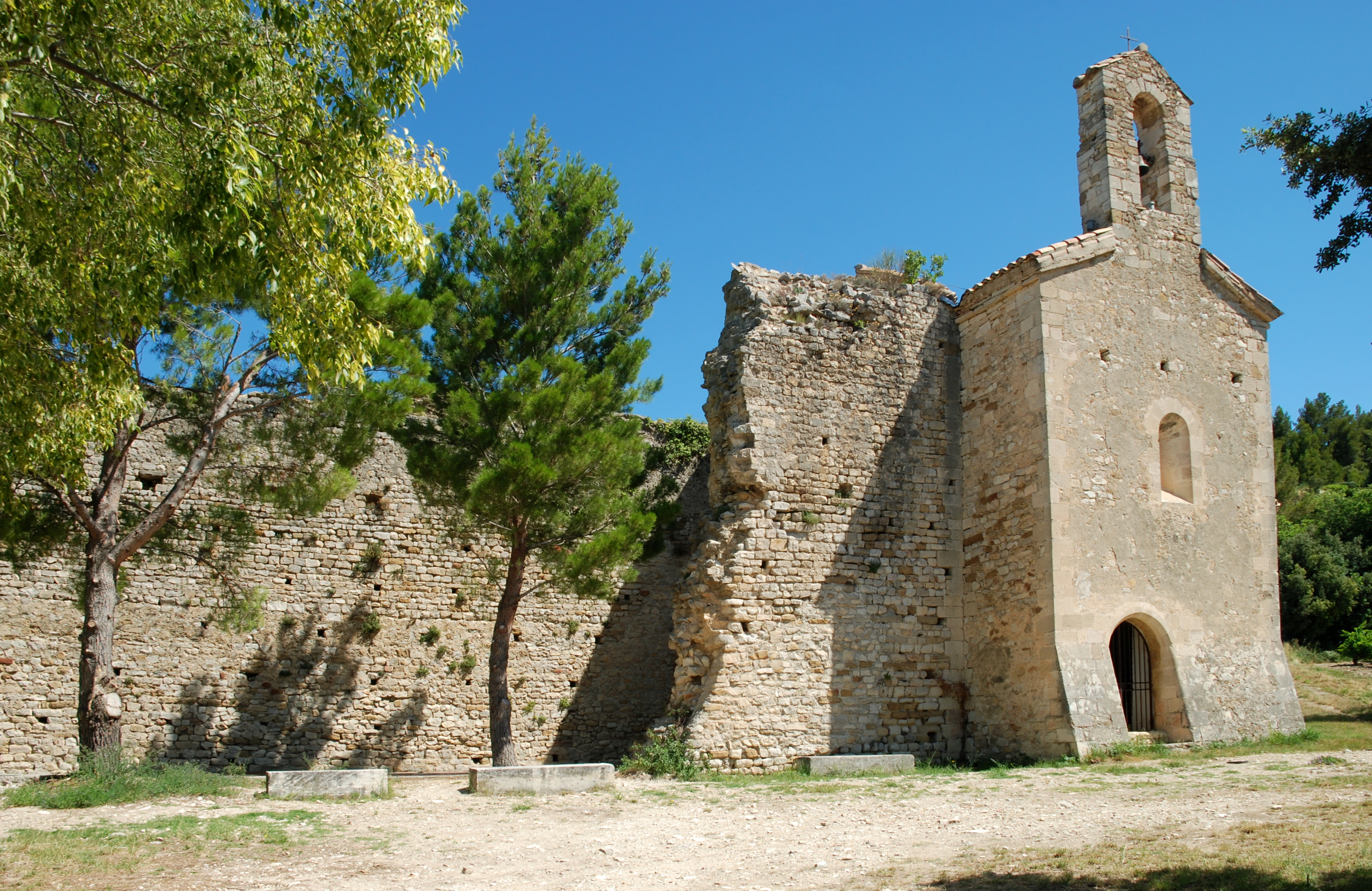
La nef en ruine et le transept.
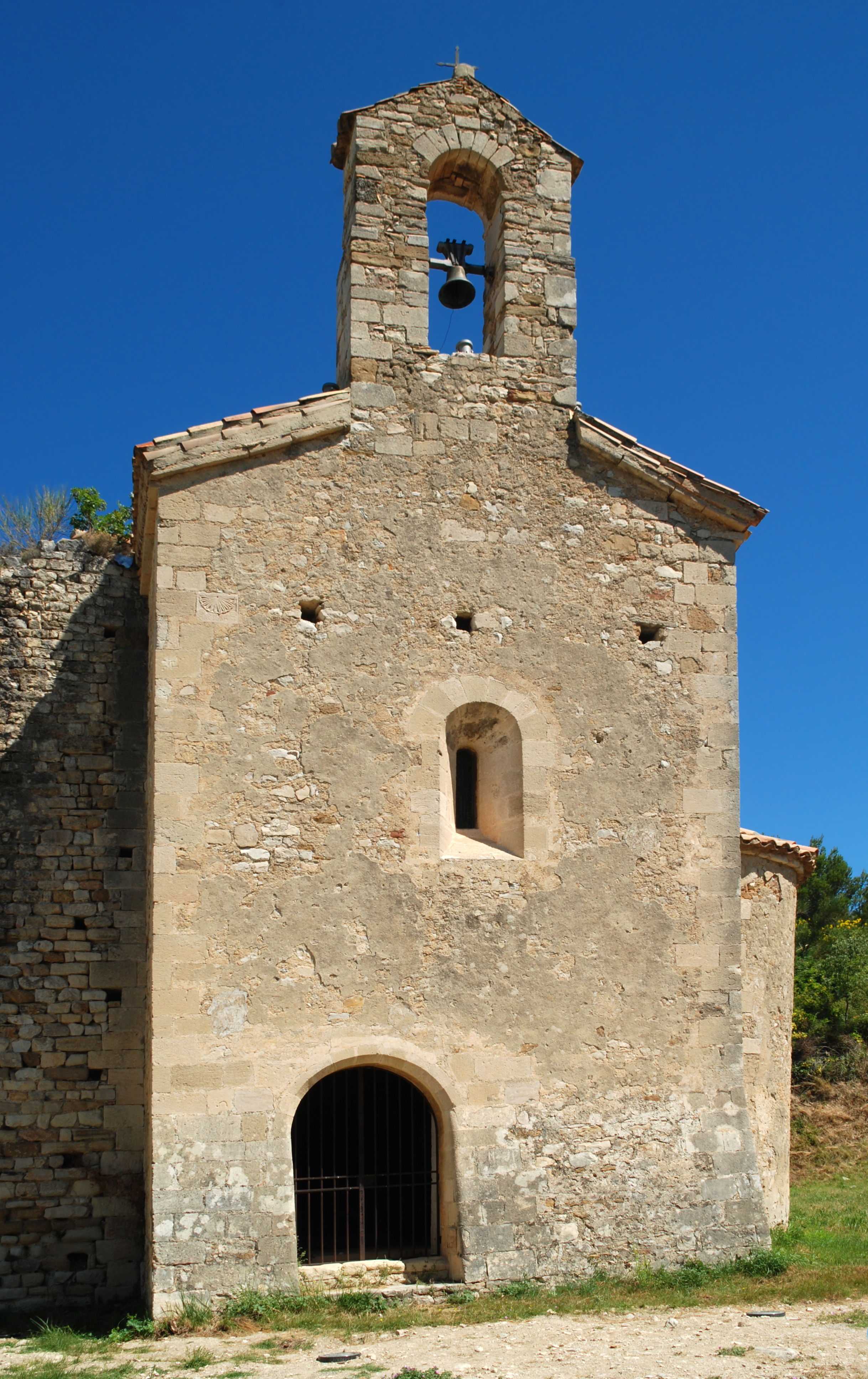
La façade méridionale du transept.
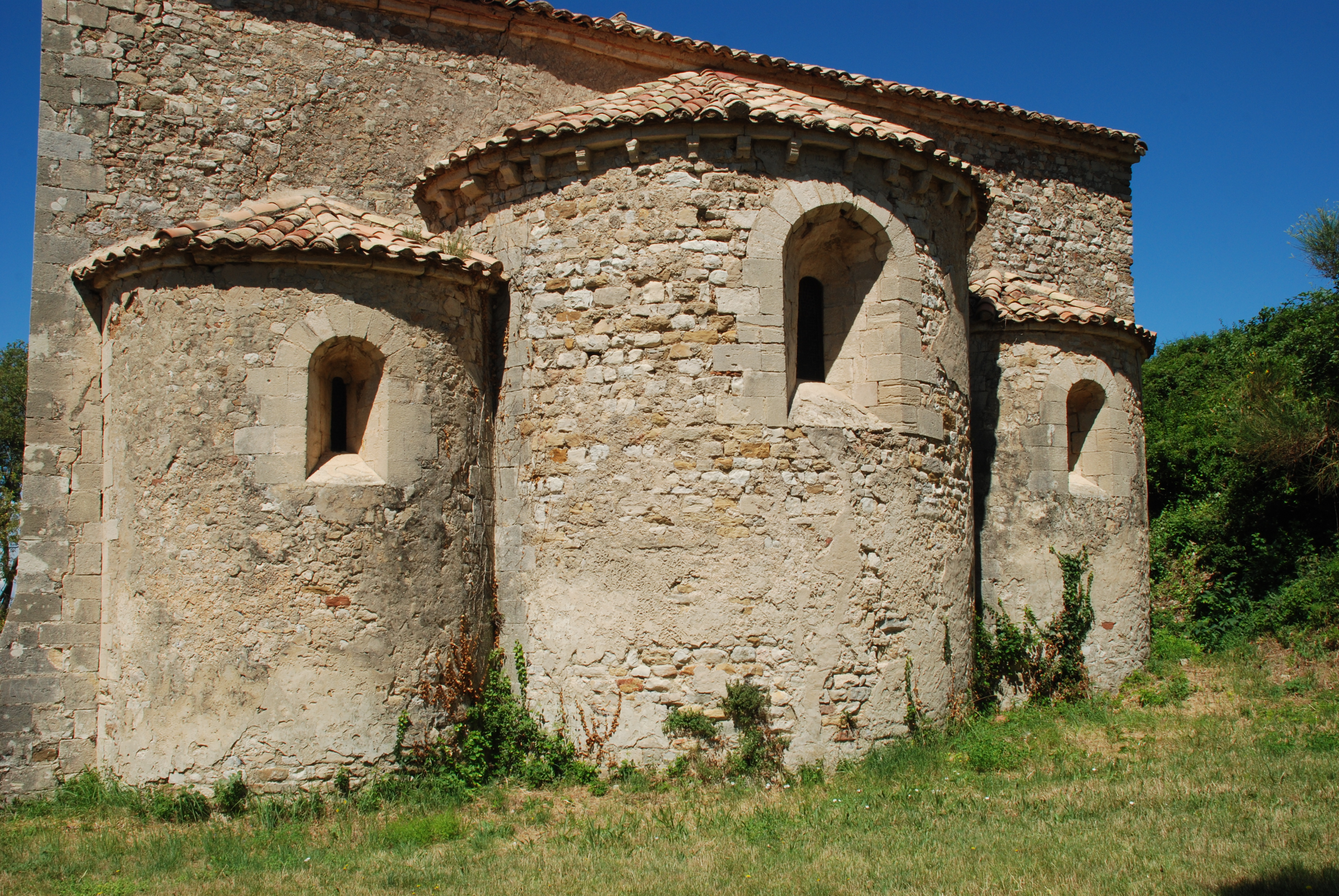
Le chevet.
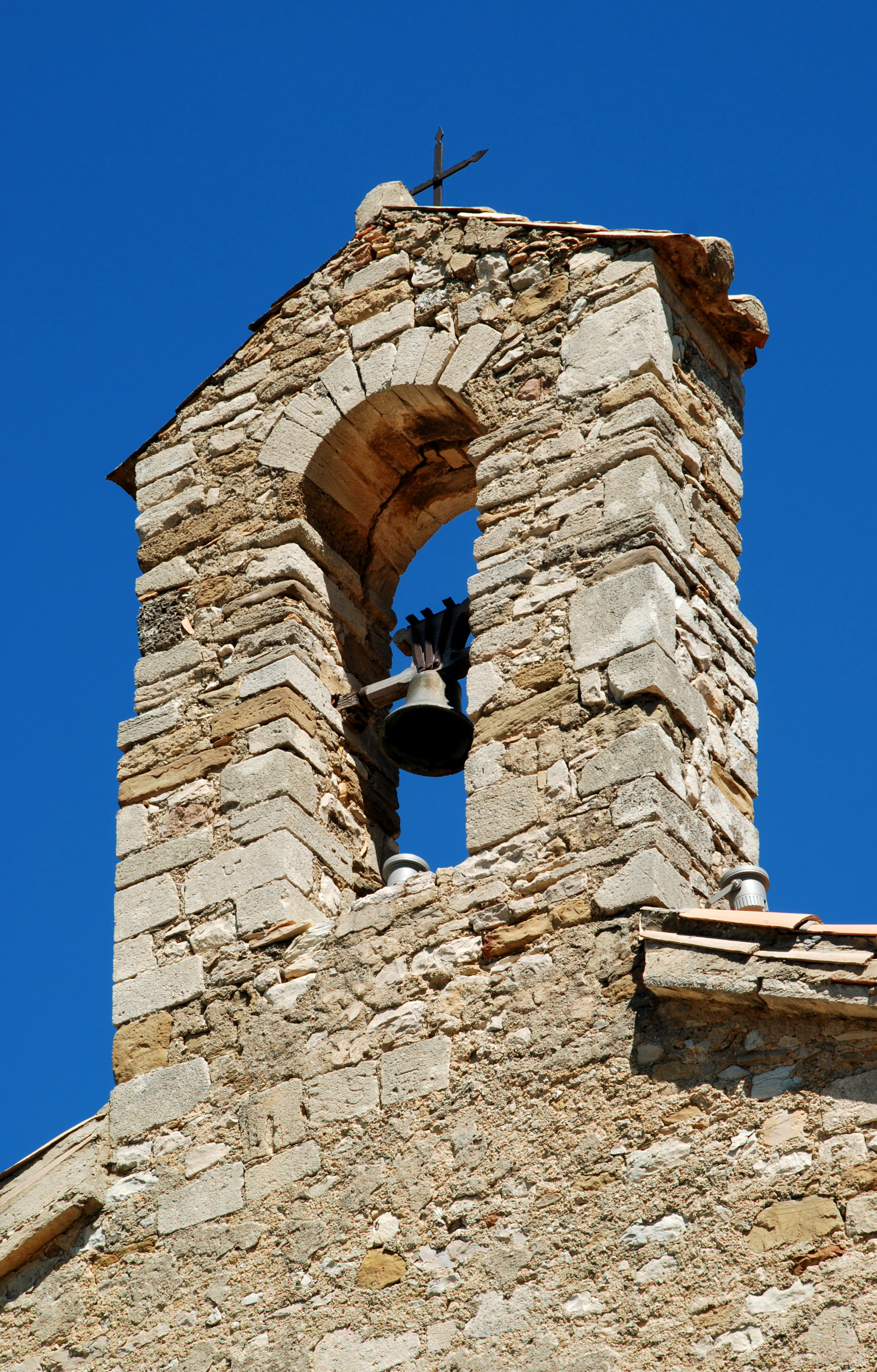
Le clocheton.
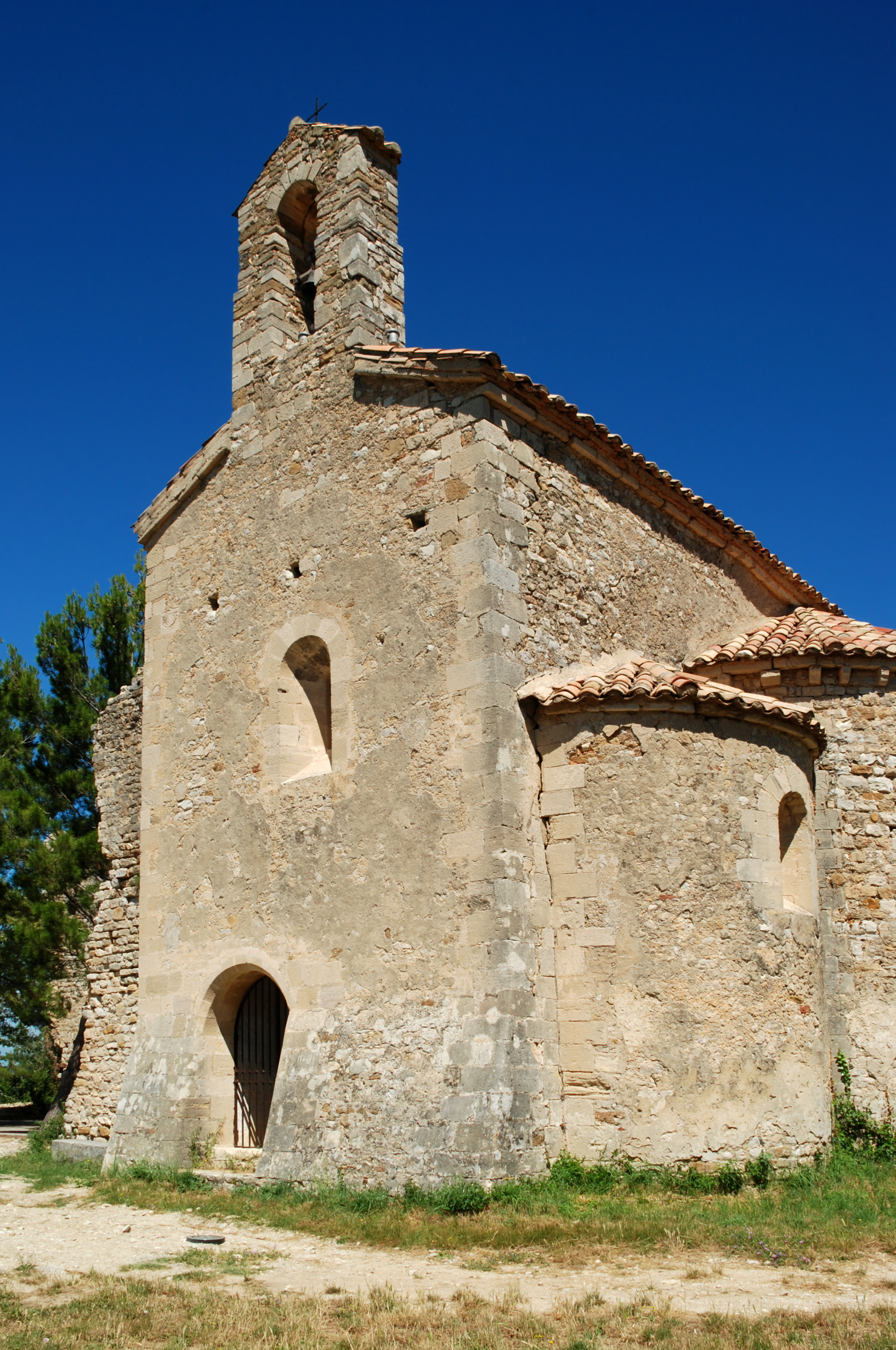
Le transept.

## Les marques de tâcheron
On observe de nombreuses marques de tâcherons gravées dans la pierre au niveau des chaînages d'angle du transept ainsi qu'à la base du clocheton.
On trouve également des marques de tâcheron en forme de faucille à gauche de la porte et à gauche de la baie campanaire du clocheton.